# Laran (mythologie)
Pour les articles homonymes, voir Laran (homonymie).

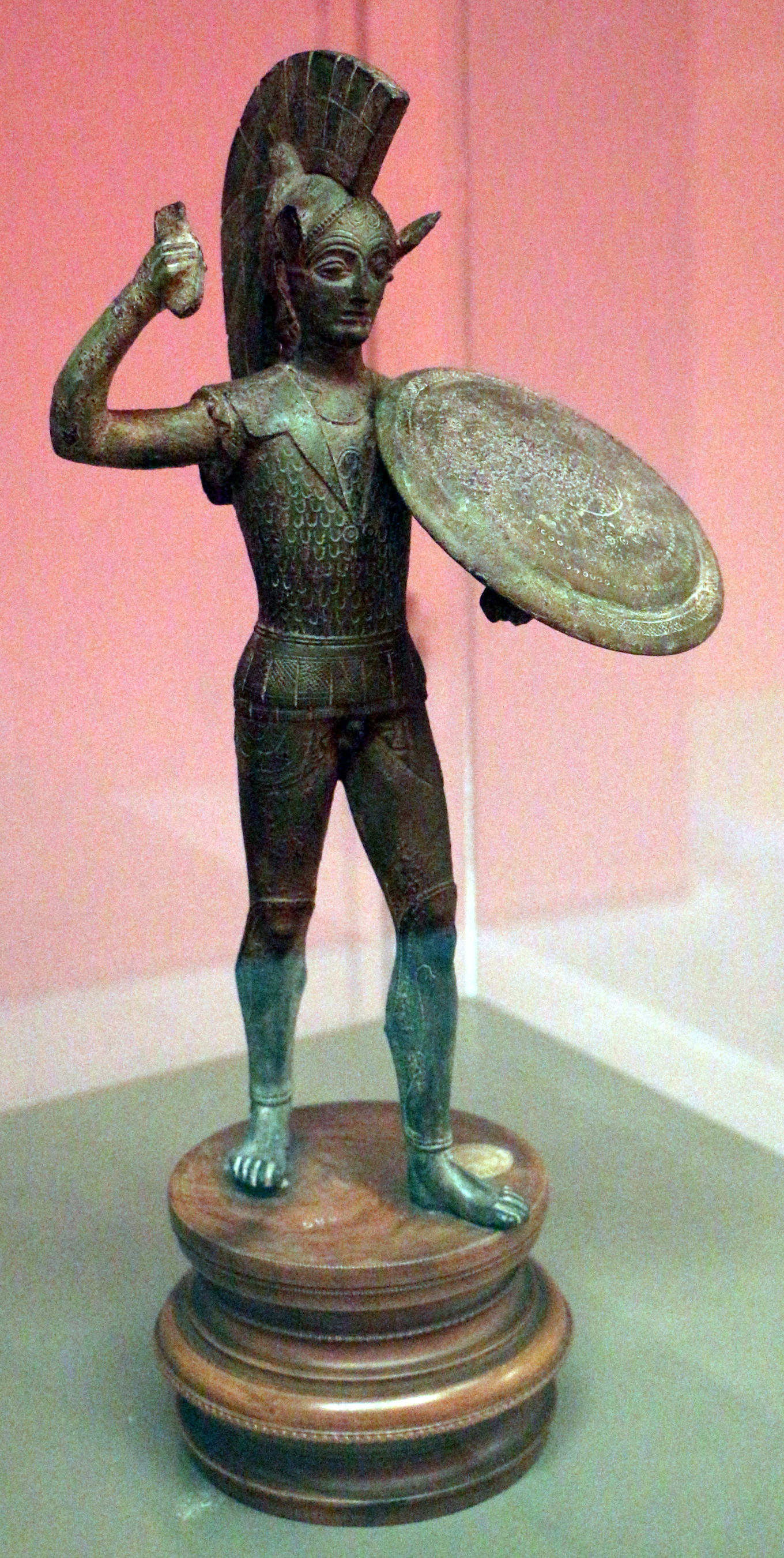
Laran, 500-450 a.C. circa, Museo archeologico nazionale, Florence

Laran est le nom d'une divinité étrusque équivalent de la divinité grecque Arès et de la divinité latine Mars.

## Présentation
Laran est le dieu de la guerre et l'époux de Turan.
Il est représenté comme un homme adulte barbu et armé ou, parfois, comme un jeune homme nu et imberbe, coiffé d'un casque et portant une lance et un bouclier. Il est associé à un oiseau, le pic, dont le vol constituait un signe transmettant un message de la divinité.
On connaît son nom grâce aux inscriptions retrouvées sur le miroir de Populonia sur lequel il combat Celsclan (le géant fils de la terre).
Des terres cuites ainsi que des images sur bronze, provenant de Veies et de  Caere, le montrent armé. Une autre figure de Laran semble être la statue monumentale en bronze connue sous le nom de Mars de Todi.